# USS California (CGN-36)
USS California (CGN-36) byl raketový křižník Námořnictva Spojených států amerických s přezdívkou Zlatý Grizzly, který byl postaven v loděnici Newport News Shipbuilding and Dry Dock Company. Jednalo se o vedoucí loď třídy California.

## Stavba
Kýl lodi byl roku 1970 položen v loděnici v Newport News ve Virginii. V září roku 1971 byla loď spuštěna na vodu a dne 16. února 1974 byla California uvedena do služby.

## Výzbroj

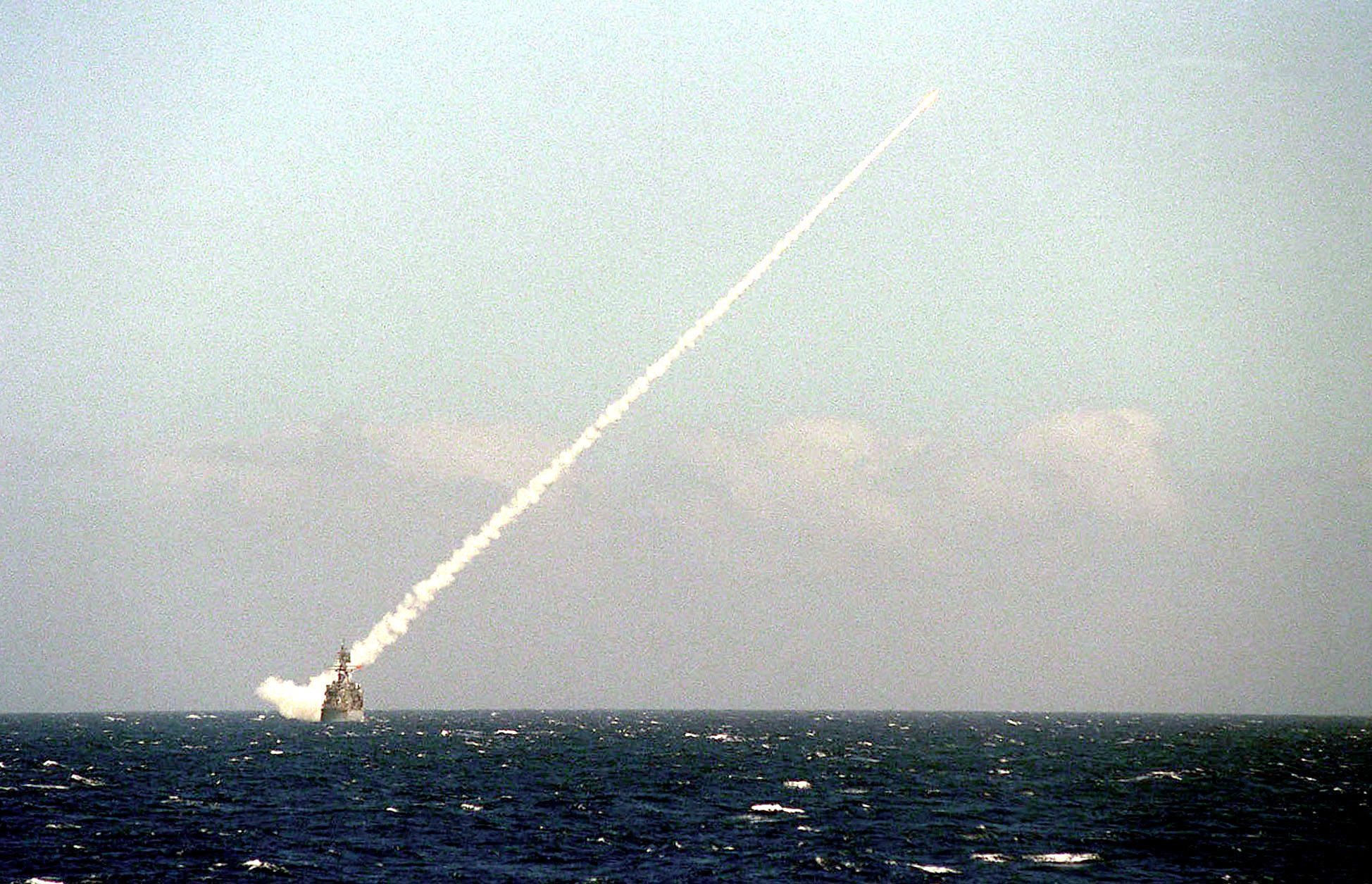
Řízená střela RIM-66 Standard odpálená z lodi USS California

California byla po svém dokončení vyzbrojena dvěma 127mm kanóny, dvěma raketomety Mk 13 pro protiletadlové řízené střely RIM-24 Tartar, jedním osminásobným protiponorkovým raketometem RUR-5 ASROC a čtyřmi 324mm torpédomety. V roce 1983 podstoupila loď modernizaci a přidány do její výzbroje byly dva čtyřnásobné raketomety Mk 141 pro protilodní střely RGM-84 Harpoon, dva 20mm hlavňové systémy blízké obrany Phalanx a čtyři 12,7mm kulomety. Z raketometů Mk 13 se již neodpalovaly střely RIM-24 Tartar, ale novější protiletadlové řízené střely RIM-66 Standard.

## Kapitáni lodi
- srpen 1971 až 26. března 1976 - Floyd H. Miller
- 26. března 1976 až červen 1979 - William O. Rentz
- červen 1979 až září 1982 - Charles J. Smith
- září 1982 až listopad 1985 - Gaylord O. Paulson
- listopad 1985 až srpen 1988 - Richard D. Williams III
- srpen 1988 až prosinec 1991 - Barry V. Burrow
- prosinec 1991 až leden 1995 - Ray Wallace
- leden 1995 až říjen 1997 - Robert P. Perry
- říjen 1997 až 9. července 1999 - Steven K. Johnson[4]